# 염동헌
염동헌(廉東憲, 1968년 10월 18일~2022년 12월 2일)은 대한민국의 배우이다. 2023년 11월 22일, 간암으로 투병 중 사망했으나 염동헌의 영화 유작이다.

## 생애
1968년 강원도 속초에 태어났고, 1994년 연극 <종로고양이> 로 데뷔하였다. 2022년 12월 2일 밤 11시 50분 간암으로 투병 중 사망하였다.

## 학력
- 동국대학교 일어일문학과 학사

## 출연 작품

### 드라마
- 《베토벤 바이러스》 (MBC, 2008년) - 트럼펫 연주자 역
- 《시티홀》 (SBS, 2009년) - 고부실 역
- 《맨땅에 헤딩》 (MBC, 2009년) - 근춘 역
- 《닥터 챔프》 (SBS, 2010년) - 정호창 역
- 《괜찮아, 아빠딸》 (SBS, 2010년) - 아영 부 역
- 《로드 넘버원》 (MBC, 2010년) - 대대장 역
- 《키스 앤 더 시티》 (SBS Plus, 2010년)
- 《시크릿 가든》 (SBS, 2010년) - 로엘백화점 변태고객 역
- 《미쓰 아줌마》 (SBS, 2011년) - 강호식 역
- 《빛과 그림자》 (MBC, 2011년) - 정장군 역
- 《공주의 남자》 (KBS2, 2011년) - 염도일 역
- 《애정만만세》 (MBC, 2011년~2012년) - 산부인과 전문의 역 (특별출연)
- 《더킹 투하츠》 (MBC, 2012년) - 박호철 역
- 《스탠바이》 (MBC, 2012년) - 류정우 친구 역
- 《구가의 서》 (MBC, 2013년)
- 《천명: 조선판 도망자 이야기》 (KBS2, 2013년) - 김교리 역
- 《결혼의 여신》 (SBS, 2013년) - 황전무 역
- 《네 이웃의 아내》 (JTBC, 2013년) - 양상무 역
- 《드라마 페스티벌 - 상놈탈출기》 (MBC, 2013년)
- 《앙큼한 돌싱녀》 (MBC, 2014년) - 중년남 역 (특별출연)
- 《끝없는 사랑》 (SBS, 2014년) - 정수동 역
- 《조선 총잡이》 (KBS2, 2014년) - 대감 역
- 《KBS 드라마 스페셜 - 마지막 퍼즐》 (KBS2, 2014년) - 박팀장 역
- 《아이언맨》 (KBS2, 2014년) - 집주인 아저씨 역
- 《가족끼리 왜 이래》 (KBS2, 2014~2015년) - 도남동 서씨 역
- 《전설의 마녀》 (MBC, 2014년) - 상가 사장 오만복 역
- 《피노키오》 (SBS, 2014년) - 공장 작업반장 문덕수 역 (특별출연)
- 《왕의 얼굴》 (KBS2, 2014년) - 명나라 장군 역
- 《내마음 반짝반짝》 (SBS, 2015년) - 공 사장 남편 역
- 《저 하늘에 태양이》 (KBS2, 2016년)
- 《마음의 소리》 (KBS2, 2016년) - 이부장 역 (특별출연)
- 《완벽한 아내》 (KBS2, 2017년)
- 《도둑놈, 도둑님》 (MBC, 2017년) - 유선호 교장 역
- 《밥상 차리는 남자》 (MBC, 2017년) - 의사 역 (특별출연)
- 《고백부부》 (KBS2, 2017년) - 교수 역 (특별출연)
- 《병원선》 (MBC, 2017년) - 감사원 역
- 《투깝스》 (MBC, 2017년)
- 《흑기사》 (KBS2, 2017년) - 조부장 역
- 《대군 - 사랑을 그리다》 (TV조선, 2018년) - 호조판서 정연 역
- 《계룡선녀전》 (tvN, 2018년) - 박 교수 역
- 《으라차차 와이키키 2》 (JTBC, 2019년) - 장준혁 역
- 《날 녹여주오》 (tvN, 2019년) - 서윤석 역 (특별출연)
- 《더 게임: 0시를 향하여》 (MBC, 2020년) - 양주일 역
- 《엄마가 바람났다》 (SBS, 2020년) - 황필성 역
- 《암행어사: 조선비밀수사단》 (KBS2, 2020년) - 조필하 역
- 《빨강구두》 (KBS2, 2021) - 손영호 의원 역
- 《키마이라》 (OCN, 2021) - 손완기 역
- 《공작도시》 (JTBC, 2021년 ~ 2022년) - 곽기환 역

### 영화
- 《서프라이즈》 (2002년) - 경찰 1 역
- 《해피 에로 크리스마스》 (2003년) - 만취남 역
- 《달마야, 서울 가자》 (2004년) - 대머리 역
- 《날아라 허동구》 (2007년) - 약사 역
- 《마더》 (2009년) - 골프장 덩치 교수 역
- 《거북이 달린다》 (2009년) - 복권 가판대 주인 역
- 《해운대》 (2009년) - 파출소장 역
- 《육혈포 강도단》 (2010년) - 중년남자 역
- 《구르믈 버서난 달처럼》 (2010년) - 박 대감 역
- 《황해》 (2010년) - 대머리 역
- 《특수본》 (2011년) - 도의원 역
- 《런닝맨》 (2013년) - 취객 역
- 《미쓰 와이프》 (2015년) - 구청장 역
- 《아수라》 (2016년) - 시부의장 역
- 《꾼》 (2017년) - 김 국장 역
- 《조선명탐정: 흡혈괴마의 비밀》 (2018년) - 서커스단장 역
- 《식구》 (2018년) - 작업반장 역
- 《컨트롤》 (2018년)
- 《배심원들》 (2019년) - 외삼촌 역
- 《강철 연인》 (2019년)
- 《엄마의 자리》 (2022년)
- 《서울의 봄》 (2023년) - 배송학 역. (마지막 천만영화) 유작이며, 그의 사망 이후에 개봉하였다.

### 연극
- 《마당극 허생전》 - 허생 역
- 《구몰라 대통령》 - 대통령 역
- 《키사라기 미키짱》 - 딸기소녀 역
- 《늙은 자전거》 - 복남 역
- 《인어도시》 - 염씨 역
- 《그대를 사랑합니다》 - 멀티남 역
- 《성순표氏 일내겄네!》 - 차영수 역
- 《죽은 시인의 사회》
- 《사랑에 관한 다섯 개의 소묘》
- 《붓다를 훔친 도둑》
- 《내 그리운 사람아》
- 《헤화동파출소》
- 《바보각시》
- 《오구》
- 《에쿠우스》
- 《종로고양이》 - 시부 역
- 《한씨연대기》
- 《조선협객》

### 예능
- 《엄마가 보고있다》  (JTBC, 2015년)- 진행

### 광고
- KB증권 주식 수수료 평생  무료 - 줄행랑 편 (2020년)